# ورزشگاه دیپدایل
ورزشگاه دیپدایل (انگلیسی: Deepdale) یک ورزشگاه فوتبال در شهر پرستون، انگلستان است.
این ورزشگاه که در سال ۱۸۷۸ تأسیس شده دارای ۲۳٬۴۰۴ نفر ظرفیت می‌باشد و ورزشگاه خانگی باشگاه فوتبال پرستون نورث اند محسوب میشود.

## نگارخانه

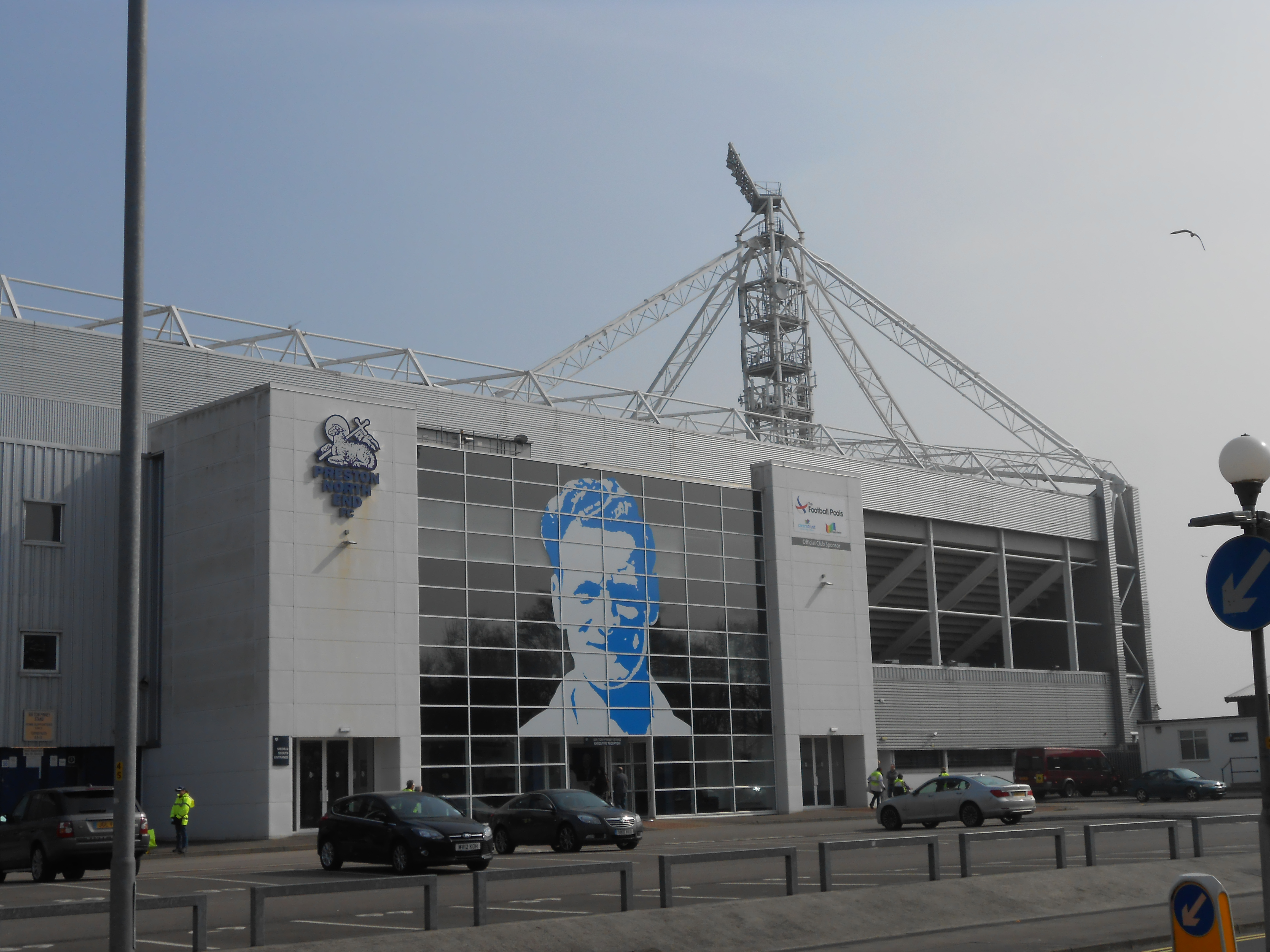
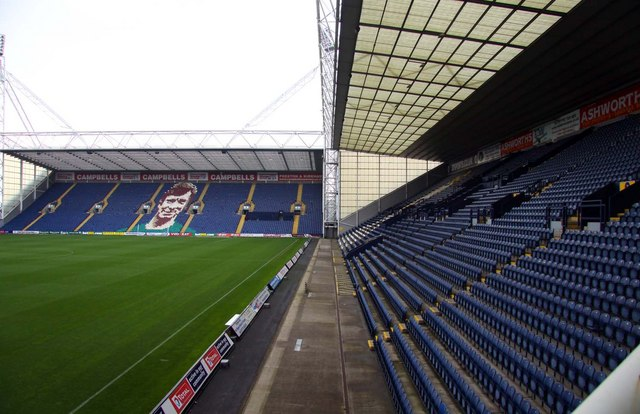
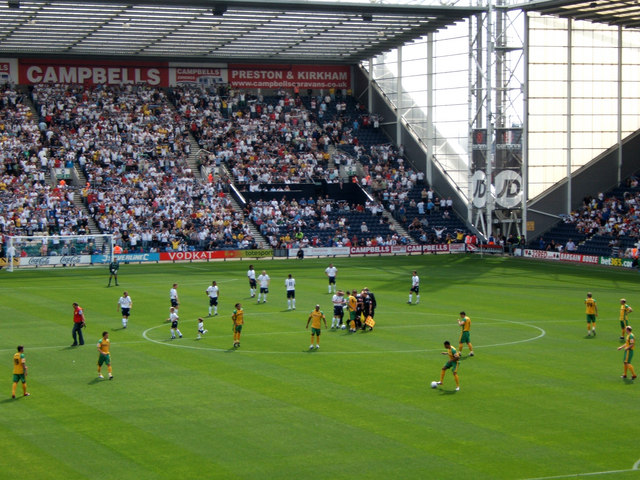